# Джонсон, Тедди
Тедди Джонсон (англ. Teddy Johnson, урожд. Эдвард Виктор Джонсон (англ. Edward Victor Johnson); 4 сентября 1919, Лондон — 6 июня 2018) — британский певец, занявший второе место на конкурсе песни Евровидение 1959 года, выступая в дуэте со своей женой Пёрл Карр.

## Биография
Выступал в качестве барабанщика в различных подростковых группах, в начале 1950-х гг. сотрудничал со звукозаписывающей компанией Columbia Records, и четыре композиции исполнителя в 1950-51 годах вошли в первую десятку чартов. Также работал диджеем на радиостанциях BBC Radio 2 и Radio Luxembourg, участвовал в детском телешоу на BBC.
После женитьбы совместно с Пёрл Карр вел развлекательные передачи на британском телевидении. Представляя Великобританию на песенном конкурсе Евровидение в 1959 году, с песней Sing, Little Birdie дуэт занял второе место, а песня — 12-е место в британском хит-параде. Пара участвовала в национальном отборе и к следующему конкурсу Евровидение, но уступила младшему брату Тедди Джонсона Брайану. В следующем году дуэт выпустил ещё один сингл How Wonderful To Know, достигший 23-го места в чарте.
После завершения эстрадной карьеры в 1987 году участвовал вместе с женой в вест-эндском мюзикле Follies, а также стал героем одного из эпизодов документального сериала Это наша жизнь производства NBC.